# 프리타
프리타(스페인어: frita)는 쿠바의 햄버거이다. 쿠바식 롤빵에 쇠고기 패티, 양파, 훈제 피망, 채썬 감자를 넣어 만든다.